# Aletsch-gletsjeren
Aletsch-gletsjeren (tysk: Der Grosse Aletschgletscher) er den største gletsjer i Alperne. Den er ca. 23 kilometer lang, har et areal på ca. 118 km² og består af ca. 14 milliarder tons is. Den er beliggende i den schweiziske kanton Wallis. Gletsjeren er i løbet af de seneste 40 år (per 2016) blevet 1,3 kilometer kortere og 200 meter tyndere. På det tykkeste sted er gletsjeren (per 2016) 900 meter tyk.

## Geografi
Aletsch-gletsjeren dannes ved, at 3 mindre gletsjere glider sammen ved Concordia (="Concordiapladsen"), hvor tykkelsen anslås til 900 meter. Den fortsætter i retning mod Rhône-dalen, hvor den giver ophav til floden Massa. Hele området, indbefattet andre gletsjere, er dele af det fredede (beskyttede) Jungfrau-Aletsch-område, der blev erklæret et verdensnaturarv område i 2001.
Aletsch-gletsjeren er en af mange gletsjere, der findes mellem kantonerne Bern og Valais i Berner Alperne, øst for Gemmi Passet. Hele dette område anses for at være det største gletsjerdækkede område i den vestlige del af Eurasia (Europa og Asien). Fiescher- og Aar-gletsjerne, der ligger øst herfor, har nogenlunde samme størrelse. Bortset fra Finsteraarhorn ligger alle de højeste bjergtinder i Berner Alperne inden for Aletsch-gletsjerens afvandingsområde. Jungfrau og Mönch udgør en del af den nordlige grænse, Gross Fiescherhorn og Gross Wannenhorn ligger på østsiden, og endelig ligger den højeste tinde, Aletschhorn (4.195 m.o.h.) på vestsiden. Før Aletsch-gletsjeren når sin største størrelse, flyder der 3 mindre gletsjere sammen på Concordia.

### Store Aletschfirn
Fra vestsiden kommer Store Aletschfirn, som løber langs den nordlige fod af Aletschhorn og Dreieckhorn. Aletschfirn forsynes fra nord af tre betydelige firn: Ebnefluhfirn, Gletscherhornfirn og Kranzbergfirn. Alle disse firn starter i omkring 3.800 m højde. Fra Ebnefluhfirn til Concordia er Aletschfirn 9 km lang og er i gennemsnit omkring 1,5 km bred. Fra vest flyder Aletschfirn over det 3.173 m høje gletscherpas Lötschenlücke, smelter sammen med Langgletscher og løber så ind i Lötschental.

### Jungfraufirn
Fra nordvest kommer Jungfraufirn. Den firn er faktisk Aletsch-gletsjerens lige fortsættelse (opad), men alligevel er det den korteste af de tre bi-gletsjere. Den har sin oprindelse på Mönchs sydflanker (flanke betyder side), på Jungfraujoch og på den østlige flanke af Jungfrau. Op til Concordia er Jungfraufirn knap 7 km lang og vender sig mod siden af Kranzberg mod vest og Trugberg mod øst. På det højeste sted er den 2 km bred, og længere nede er den stadig godt 1 km bred.

### Ewigschneefeld
Fra nord flyder Ewigschneefeld, hvis startpunkt er den østlige flanke af Mönch. I en albueformet bue flankerer den Trugberg i vest og Fiescherhorn og Grünhorn mod øst og flyder videre til Concordia. Til Concordia er den ca. 8 km lang og i gennemsnit omkring 1,2 km bred.

### Udmundingen
Udmundingen ved Concordia følges af en stigning med en hældning på 25-30%, og her er gletsjeren stærkt spaltet op (af gletscherspalter). Mod nord er Ewigschneefeld over det snedækkede pas Nedre Mönchsjochs (3.529 m højt) forbundet med Nedre Grindelwald-gletsjerens afvandingsområde. Gennem passet Øvre Mönchsjoch (3.627 m højt) mellem Mönch og Trugberg er der forbindelse til Jungfraufirn. Længere nede end Concordia løber gletsjeren mod Rhonedalen. På vestsiden nær Bettmeralp er der en gletsjersø Marjelensøen i 2.350 m højde. På højre side (dvs vest for) ligger gletsjerne Mitteltaletsch og Aberaletsch. Ved gletsjerens afslutning, nedenfor landsbyerne Belap (mod vest) og Riederalp (mod øst) begynder Massa floden. Floden flyder gennem kløfter og gennem Gibidumsøen (opstemmet af en dæmning), før den når floden Rhône nær byen Brig.
46°26′32″N 8°04′38″Ø / 46.44222°N 8.07722°Ø